# Východopomořanská operace
Východopomořanská operace (rusky Восточно-Померанская наступательная операция) byla strategická operace druhé světové války ve Východním Pomořansku, která trvala od 24. února do 4. dubna 1945.

## Situace před operací
Při viselsko-oderské operaci postoupila Rudá armáda do počátku února až k řece Odře. Stalin a sovětský generální štáb chtěli pokračovat v útoku na Berlín, ovšem maršál Žukov byl proti. Na levém křídle ohrožovalo jeho vojsko silné německé seskupení ve Slezsku, na pravém křídle německá vojska v Pomořansku. Vojska 2. běloruského frontu maršála Konstantina Rokossovského sice útočila směrem na Gdaňsk, ale mezi nimi a čelem Žukovových vojsk zůstal nepokrytý prostor, který byl ohrožován německými armádami v Pomořansku. Žukov si byl této skutečnosti vědom stejně, jako Heinz Guderian, který byl v té době náčelníkem generálního štábu německé armády a který nařídil přípravu na útok. Sovětům však soustřeďování německých vojsk neuniklo, a tak Žukov s konečnou platností rozhodl, že je nutno provést útok na východní Pomořansko.

## Vlastní boje

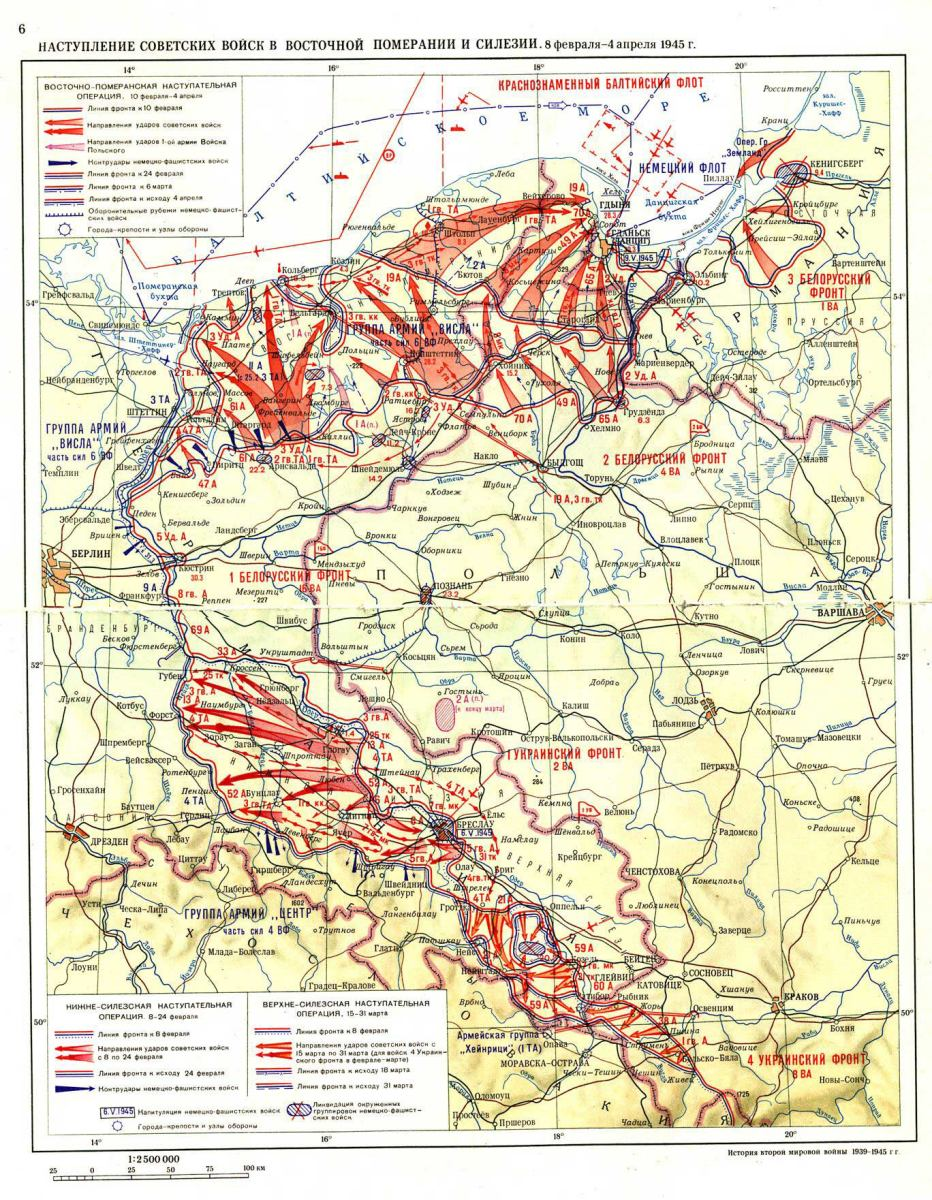
Mapka Pomořanské a Slezské operace Rudé armády

Útok 1. a 2. běloruského frontu a První polské armády začal 10. února 1945. Sovětská vojska napadala bránící se německé divize, ale přípravy Němců k útoku dále pokračovaly. 13. února 1945 se konala v Říšském kancléřství porada, která se zabývala operací Sonnenwende (Slunovrat). Tato operace, která původně spočívala v útoku na pravé křídlo 1. běloruského frontu však neměla šanci na úspěch. Vojska Rudé armády již byla přeskupena a útočila, navíc Němcům chybělo dostatečné množství střeliva i pohonných hmot. Ti se přesto však rozhodli k útoku, který se uskutečnil 16. února. Po týdenních bojích však Sověti přisunuli čerstvé posily, přeskupili síly a německá vojska byla nucena ustupovat k Baltskému moři. Zde útočící vojska narazila na silné německé opevnění – Pomořanský val. Přes tvrdé boje se sovětským jednotkám podařilo 4. března dorazit ke Kolbergu a 5. března průnikem k Baltskému moři přerušit spojení mezi Východním Pruskem a Německem po souši. Dne 6. března začala další útočná fáze, při níž Rudá armáda postupně začala obsazovat pobřežní města. 18. března padlo silně opevněné město Kolberg, na jehož dobytí se výrazně podíleli vojáci První polské armády. Rudá armáda nyní útočila ve dvou směrech – na východ ke Gdaňskému zálivu a na západ k Odře. Na východě padlo 28. března město Gdyně a o dva dny později přístav Gdaňsk. Zbytky německé armády byly rozbity počátkem dubna jihovýchodně od Gdaňska. Na západě dosáhly sovětské jednotky do konce března 1945 řeky Odry a počátkem dubna ji na některých místech překročily a vytvořily si tak předmostí k závěrečném útoku na Berlín.

## Následky operace
Rudé armádě se podařilo zlomit odpor 20 divizí a osmi německých sborů. Bylo zajato 100 tisíc německých vojáků a ukořistěno 680 tanků, 3470 pušek, 431 letadel a 277 lodí. Hrozba německého útoku do křídel vojsk útočících na Berlín pominula a Rudá armáda se tak mohla připravit k závěrečným bojům na východní frontě.